# Silence Records
La Silence (Silence Records AB) è un'etichetta discografica svedese con sede a Koppom, Värmland.
La Silence inizia nel 1970 a Stoccolma e pubblica lavori di artisti come Philemon Arthur and the Dung, Samla Mammas Manna e altre progressive band. Nel 1977 l'etichetta si trasferisce a Värmland e produce album di Ebba Grön, Dag Vag, Hellacopters, Eldkvarn, Kent, Bob hund, Bergman Rock, Sci-Fi SKANE e Fint Tillsammans.